# Низкиничі
Ни́зкиничі — село у Нововолинській міській громаді Володимирського району Волинської області України. Населення становить 731 осіб.

## Походження назви
Існує версія, що назва села Низкиничі походить від давнього слова низкиня, тобто низька, мала. Топоніми, що закінчуються на –ичі, вважаються мовознавцями найархаїчнішими.

## Історія
До володінь князя Мала (?—946) на Волині належала група з декількох сіл розташованих у 22 км на південь від Володимира-Волинського, — Низкиничі, Будятичі та Калусів (нині Гряди). Знайома Длугошу назва села Низкиничі (малий/низький) спонукала його назвати древлянського князя Мала Ніскинем. З цим населеним пунктом пов'язують і билинне прізвище брата Малуші, відомого як Добриня Нікітіч (Низкинич).
За часів Ягайла, який надав поселення українському роду Киселів. Найвідомішим його представником був уродженець Низкиничів київський воєвода Адам Кисіль (1600—1653), випускник Замойської Академії.
Будучи спочатку прихильником унії, він з 1632 р. стає сеймовим послом від православної шляхти. Під час воєн із Хмельницьким Кисіль відзначився як ініціатор порозуміння з козаками, один із головних переговорників Зборівського (1649) і Білоцерківського (1651) договору. Наприкінці свого життя воєвода заснував у Низкиничах православний монастир, у церкві якого й був похований.
Монастир, уже як василіанський, проіснував до російської касації унії у XIX столітті. Пізніше церква служила як православний храм.
У 1906 році село Грибовицької волості Володимир-Волинського повіту Волинської губернії. Відстань від повітового міста 17 верст, від волості 7. Дворів 86, мешканців 645.
Після ліквідації Іваничівського району 19 липня 2020 року село увійшло до Володимирського району.

## Населення
Згідно з переписом УРСР 1989 року чисельність наявного населення села становила 731 особа, з яких 346 чоловіків та 385 жінок.
За переписом населення України 2001 року в селі мешкало 736 осіб.

### Мова
Розподіл населення за рідною мовою за даними перепису 2001 року:
| Мова            | Кількість | Відсоток |
| --------------- | --------- | -------- |
| українська      | 721       | 98.63%   |
| російська       | 10        | 1.23%    |
| інші/не вказали | 1         | 0.14%    |
| Усього          | 732       | 100%     |

## Пам'ятки
- Свято-Успенський Низкиницький чоловічий монастир (московський патріархат)

## Відомі люди
Відомим уродженцем Низкиничів є Адам Кисіль — політичний діяч Речі Посполитої і польський магнат українського походження.
У селі тривалий час проживав і навчався у місцевій школі герой Андрій Комаристий. 3 березня 2016 року місцевій загальноосвітній школі присвоєне ім'я Андрія Комаристого.
- Вовк Андрій Богданович (1983—2023) — старший солдат Збройних сил України, учасник російсько-української війни, Герой України (посмертно).

## Галерея

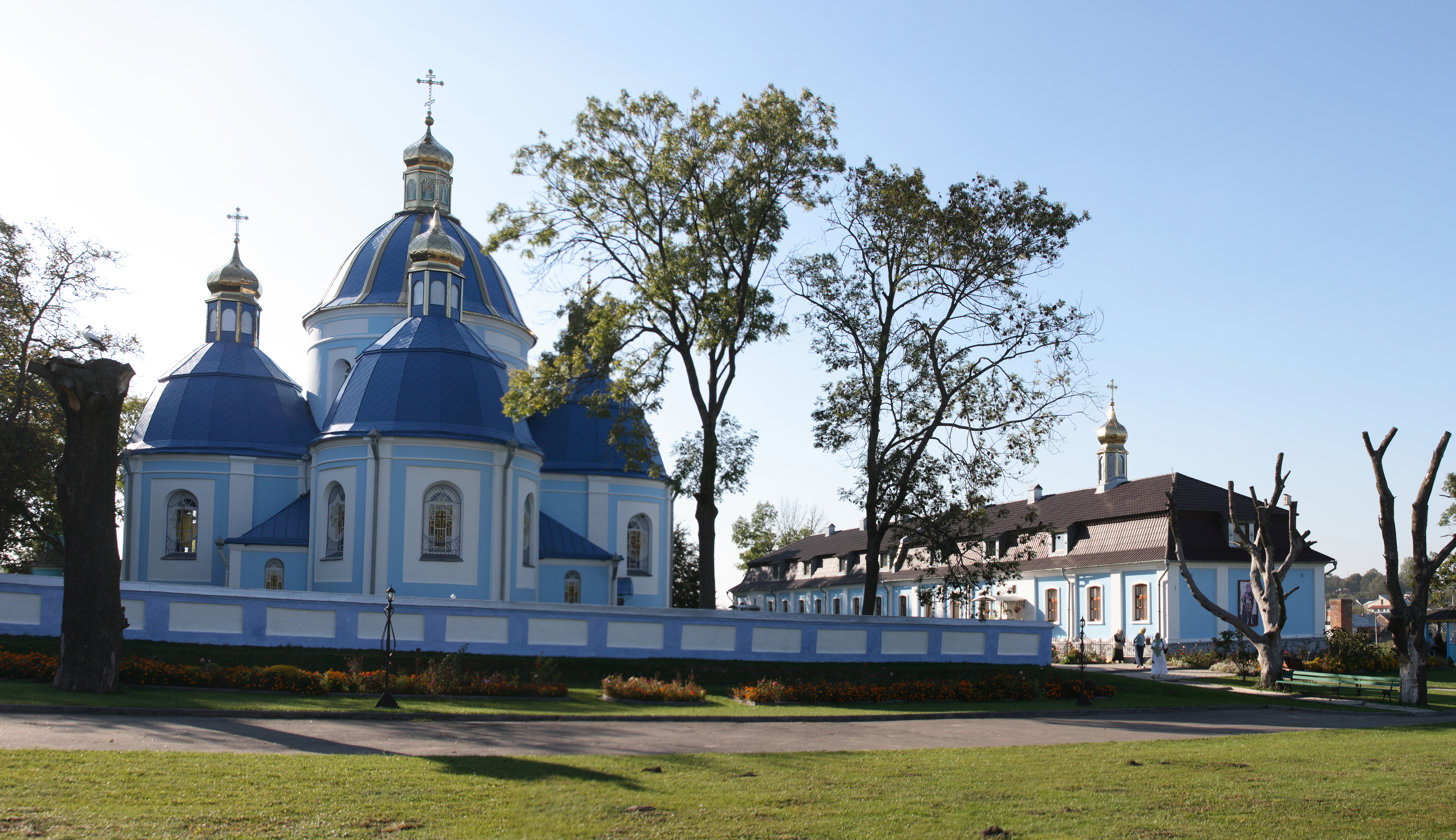
Панорама Успенського монастиря у Низкиничах, вересень 2010 року. Вигляд з південно-східного боку. Церква Успіння Пресвятої Богородиці, братський корпус з домовим храмом святого Георгія (зліва направо)